# Taher Abouzeid
Taher Abouzeid   (Assiut, 1 d'abril de 1962) fou un futbolista egipci de la dècada de 1980. Fou internacional amb la selecció d'Egipte amb la qual participà en la Copa del Món de futbol de 1990. Pel que fa a clubs, destacà a Al Ahly. Fou ministre d'Esports egipci pel partit Nou Partit Wafd.